# Fonds Cali
Le fonds Cali est un fonds international destiné au reversement d'une partie des revenus provenant du séquençage d'espèces aux pays d'origine de ces espèces.
La création de ce fonds, officiellement destiné à mettre en œuvre un « mécanisme multilatéral sur le partage des avantages découlant de l'utilisation des informations de séquençage numérique sur les ressources génétiques », a été décidée lors de la conférence de Cali de 2024 sur la biodiversité (COP 16). Il devrait être abondé par des taxes payées, sur la base du volontariat, par les entreprises de biotechnologie.